# Tractat de Viena (1738)

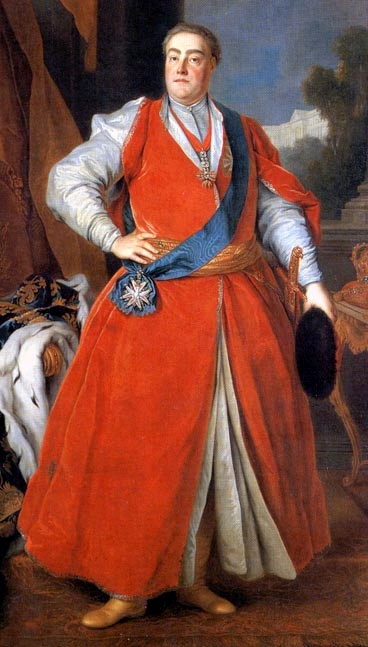
Pintura d'August III de Polònia, un dels partícips del Tractat.

El Tractat de Viena o Pau de Viena va ser signat el 18 de novembre de 1738 i va posar fi a la Guerra de Successió Polonesa. Va anar acompanyat d'una sèrie de disposicions dinàstiques que van modificar el mapa polític europeu i van assegurar un equilibri entre les dues majors potències enemigues del continent: el Regne de França i el Sacre Imperi Romanogermànic.
Segons els termes del tractat, Estanislau I Leszczynski renunciava a reclamar el tron polonès i reconeixia a August III, duc de Saxònia, com a rei de Polònia. Com a compensació, Estanislau rebria en el seu lloc el Ducat de Lorena que passaria a França després de la seva mort (fet que va esdevenir el 1766). Francesc I, Duc de Lorena, va ser indemnitzat amb el tron vacant del Gran Ducat de Toscana, havent mort l'últim Médici el 1737. França també va acceptar la Pragmàtica Sanció en el Tractat de Viena. Mentre que, en una altra provisió del tractat, els regnes de Nàpols i Sicília han estat cedits per Àustria al Duc de Parma Carles, el fill menor del rei Felip V d'Espanya. A canvi, Carles havia cedit Parma a Àustria i renunciat als seus drets al tron de Toscana en favor de Francesc.

## Antecedents
La derrotada Àustria sol·licitava la pau, de la quan els preliminars van ser signats a Viena el 1735, tres anys abans del tractat final (el tercer Tractat de Viena). Va seguir llavors cursa d'obtenció de trons europeus, favorable a la política de França.
Aquests articles preliminars van ser seguits per una convenció franca-austríaca, signada a Viena el 28 d'agost de 1736, referent a les modalitats de la cessió de Lorena, acceptada per una declaració de Francesc III de Lorena. A canvi, Lluís XV reconeixia finalment la Pragmàtica Sanció de l'emperador Carles VI.

## La redistribució dels principats
- L'elector de Saxònia, August III, es mantingut al tron de Polònia, sobre el qual Estanislau I Leszczynski abandona tota pretensió, conservant únicament el títol de "rei de Polònia".
- Com a indemnització, Estanislau rep els dos ducats de Lorena i de Bar amb títol vitalici; a la seva mort, el 23 de febrer de 1766, tots dos ducats es reunifiquen al regne de França.
- El duc de Lorena Francesc III, que acabava de prometre's amb la arxiduquessa d'Àustria Maria Teresa, filla de l'emperador Carles VI del Sacre Imperi Romanogermànic, renúncia als seus drets sobre Lorena i Bar, i ofereix a canvi el Gran Ducat de Toscana que es converteix en possessió austríaca. Per la Pragmàtica Sanció, ell podrà accedir al tron imperial juntament amb la seva esposa la arxiduquessa Maria Teresa.
- Don Carles, fill de Felip V d'Espanya i d'Isabel de Farnesio, qui renúncia a Toscana, rep a canvi els regnes de Nàpols i Sicília que li cedeix l'Emperador. Així, don Carles es converteix en rei de les Dues Sicílies i inaugura la dinastia dels Borbó de Nàpols.
- El rei de Sardenya obté Novara i una part del Ducat de Milà.
- Finalment, Isabel de Borbó, filla major de Lluís XV de França, es casa amb Felip I, duc de Parma, germà de don Carles, matrimoni que significa el restabliment de l'aliança dinàstica entre França i Espanya.